# Григорьев, Герасим Афанасьевич
Герасим Афанасьевич Григорьев (16 марта 1921, д. Анцифорово — 23 апреля 1966, Рига) — лётчик ВВС РККА, полковник, участник Великой Отечественной войны. Герой Советского Союза (1943).

## Биография
Герасим Григорьев родился 16 марта 1921 года в деревне Анцифорово (ныне — Холм-Жирковский район Смоленской области) в крестьянской семье. Окончил семь классов школы, работал счетоводом в колхозе. С 1936 года проживал в Москве, получил специальность штукатура, работал на столичных стройках. С 1938 года проживал в городе Николаеве, окончил там аэроклуб. В 1939 году Григорьев был призван на службу в Рабоче-крестьянскую Красную Армию. В 1940 году окончил Одесскую военно-авиационную школу лётчиков. С июня 1941 года — на фронтах Великой Отечественной войны. Первый самолёт противника сбил уже на третий день войны.
К ноябрю 1942 года капитан Герасим Григорьев был заместителем командира эскадрильи 178-го истребительного авиаполка 6-го истребительного авиакорпуса Войск ПВО. К тому времени он совершил 300 боевых вылетов, принял участие в 18 воздушных боях, сбив 11 самолётов противника лично и ещё 2 — в составе группы по данным наградного листа (по исследованию М. Ю. Быкова, подтверждены из низ 8 личных и 5 групповых побед).
Указом Президиума Верховного Совета СССР от 14 февраля 1943 года за «образцовое выполнение боевых заданий командования на фронте борьбы с немецкими захватчиками и проявленные при этом мужество и героизм» капитан Герасим Григорьев был удостоен высокого звания Героя Советского Союза с вручением ордена Ленина и медали «Золотая Звезда» за номером 791.
За время войны совершил более 450 боевых вылетов, в воздушных боях уничтожил 12 самолётов противника лично и ещё 5 — в группе. С весны 1943 года практически не участвовал в воздушных боях. В 1955 году Григорьев окончил Военно-воздушную академию. В 1963 году в звании полковника он был уволен в запас. Проживал в Риге, умер там же 23 апреля 1966 года. Похоронен на кладбище Микеля в Риге.
Был награждён двумя орденами Ленина, тремя орденами Красной Звезды, а также рядом медалей.
Сын — актёр и телеведущий Юрий Григорьев (род. 1955).